# Novîci, Șepetivka
Novîci (în ucraineană Новичі) este localitatea de reședință a comunei Novîci din raionul Șepetivka, regiunea Hmelnîțkîi, Ucraina.

## Demografie
Componența lingvistică a localității Novîci
     Ucraineană (96,79%)
     Rusă (2,14%)
     Alte limbi (0,36%)
Conform recensământului din 2001, majoritatea populației localității Novîci era vorbitoare de ucraineană (96,79%), existând în minoritate și vorbitori de rusă (2,14%).